# Liste der Monuments historiques in Saint-Paul-Trois-Châteaux
Die Liste führt alle sieben Monuments historiques in der französischen Gemeinde Saint-Paul-Trois-Châteaux auf.

## Liste der Bauwerke
| Bezeichnung              | Beschreibung | Standort                       | Kennzeichnung | Schutzstatus | Datum | Bild |
| ------------------------ | ------------ | ------------------------------ | ------------- | ------------ | ----- | ---- |
| Haus                     |              | Rue Monseigneur-Sibourg (Lage) | PA00117056    | Classé       | 1983  |      |
| Hôtel Payan              |              | (Lage)                         | PA00132815    | Inscrit      | 1994  |      |
| Hôtel de Bimard          |              | (Lage)                         | PA00132814    | Inscrit      | 1994  |      |
| Porte Notre-Dame         |              | (Lage)                         | PA00117057    | Inscrit      | 1926  |      |
| Hôtel de Castellane      |              | (Lage)                         | PA00117055    | Inscrit      | 1939  |      |
| Notre-Dame               |              | (Lage)                         | PA00117054    | Classé       | 1840  |      |
| Ilot de la Tour Juiverie |              | (Lage)                         | PA26000028    | Classé       | 2011  |      |

## Liste der Objekte
- Monuments historiques (Objekte) in Saint-Paul-Trois-Châteaux in der Base Palissy des französischen Kultusministeriums